# Carl von Essen
Carl Thure Henrik von Essen (Jönköping, 1940. október 18. – Björnlunda, 2021. november 11.) olimpiai és világbajnok svéd párbajtőrvívó.